# Organza

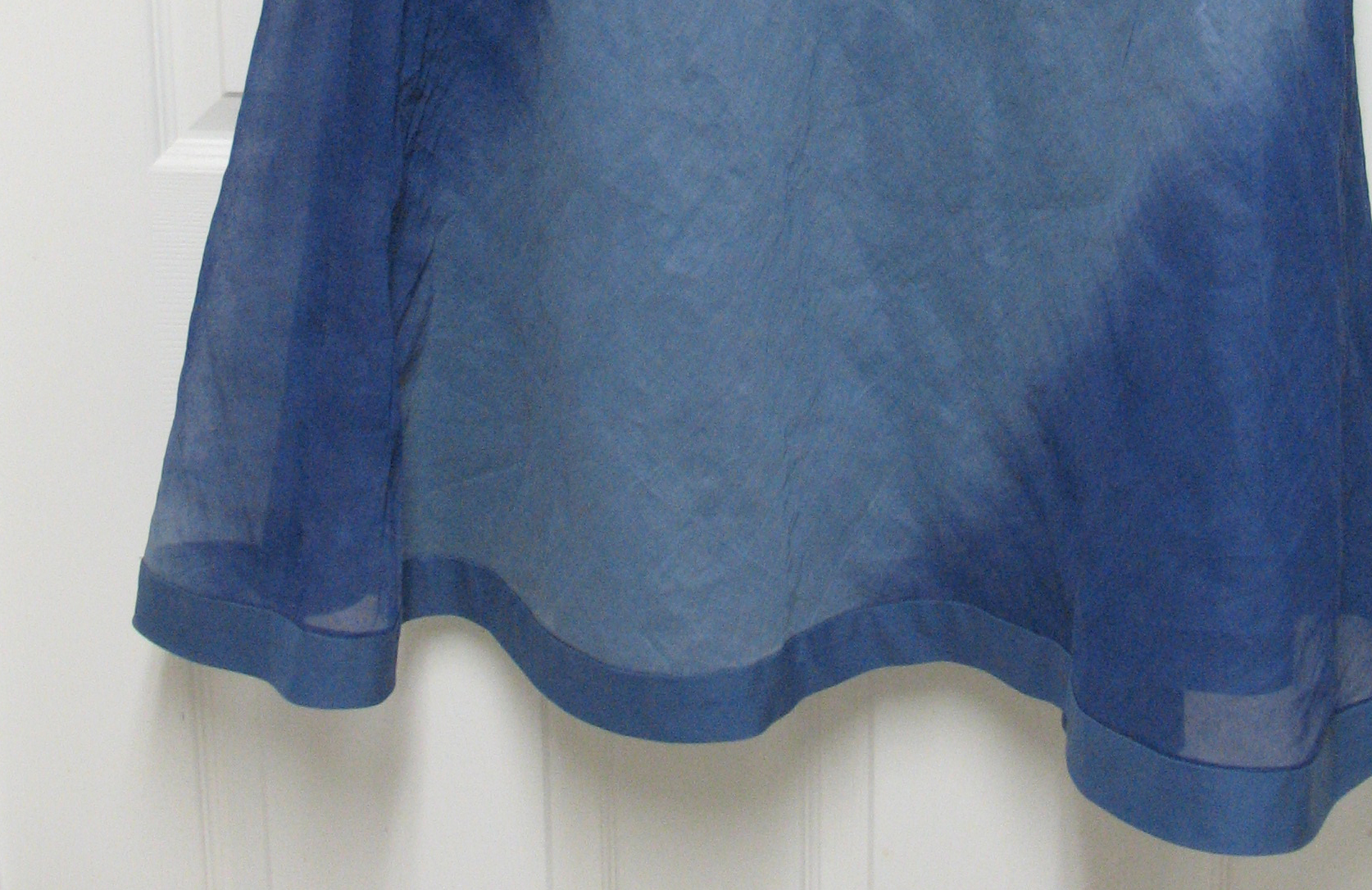
Organza

Organza – cienka, przejrzysta tkanina tradycyjnie wykonywana z przędzy jedwabnej. Obecnie tkana również z bawełny i włókien syntetycznych, takich jak poliester lub nylon.
Jej nazwa pochodzi od miasta Urgencz w Turkiestanie.
Najbardziej luksusowe tkaniny typu organza są wciąż tkane z jedwabiu. Jedwabna organza produkowana jest w zakładach położonych na terenach wzdłuż rzeki Jangcy w prowincji Zhejiang w Chinach, a jej bardziej szorstka odmiana w okolicy Bengaluru w Indiach. Luksusowe odmiany tej tkaniny są produkowane we Francji i we Włoszech.
Organza jedwabna jest używana do szycia ubrań ślubnych i wieczorowych oraz do zasłon i prześcieradeł.